# Lin Carter
Linwood Vrooman Carter (n. 9 iunie 1930, Saint Petersburg, Florida, SUA – d. 7 februarie 1988, Montclair, New Jersey, SUA) a fost un scriitor american de literatură fantastică și științifico-fantastică. A publicat de obicei sub numele Lin Carter, dar a folosit și pseudonime ca H. P. Lowcraft (o parodie a numelui H. P. Lovecraft) și Grail Undwin. În anii 1970, a fost redactor al seriei Ballantine Adult Fantasy.

## Lucrări scrise

### Science fiction

#### Hautley Quicksilver
- The Thief of Thoth (1968)
- The Purloined Planet (1969)

#### The History of the Great Imperium
- Outworlder (1971)
- The Man Without a Planet (1966)
- Star Rogue (1970)

#### Callisto
1. Jandar of Callisto (1972)
2. Black Legion of Callisto (1972)
3. Sky Pirates of Callisto (1973)
4. Mad Empress of Callisto (1975)
5. Mind Wizards of Callisto (1975)
6. Lankar of Callisto (1975)
7. Ylana of Callisto (1977)
8. Renegade of Callisto (1978)

#### Green Star
1. Under the Green Star (DAW Books, 1972)
2. When the Green Star Calls (DAW Books,1973)
3. By the Light of the Green Star (DAW Books, 1974)
4. As the Green Star Rises (DAW Books,1975)
5. In the Green Star's Glow (DAW Books,1976)

#### The Mysteries of Mars
- The Valley Where Time Stood Still (1974)
- The City Outside the World (1977)
- Down to a Sunless Sea (1984)
- The Man Who Loved Mars (1973)

#### Zarkon-Lord of the Unknown
1. The Nemesis of Evil (1975)
2. Invisible Death (1975)
3. The Volcano Ogre (1976)
4. The Earth-Shaker (Doubleday, 1982)
5. Horror Wears Blue (1987)

#### Zanthodon
1. Journey to the Underground World (DAW Books, 1979)
2. Zanthodon (DAW Books, 1980)
3. Hurok of the Stone Age (DAW Books, 1981)
4. Darya of the Bronze Age (DAW Books, 1981)
5. Eric of Zanthodon (DAW Books, 1982)

#### Alte romane
- Destination Saturn (1967) (cu Donald Wollheim; ca David Grinnell)
- The Flame of Iridar (1967)
- Time War (1974)
- Tower at the Edge of Time (1968)
- Tower of the Medusa (1969)

### Fantasy

#### Thongor of Valkarth
1. Young Thongor, de Lin Carter, Robert M. Price și Adrian Cole (Wildside Press, 2012) (ISBN: 978-1-4344-4101-0)
2. The Wizard of Lemuria (1965)
3. Thongor of Lemuria (1966; extinsă caThongor and the Dragon City în 1970)
4. Thongor Against the Gods (1967)
5. Thongor in the City of Magicians (1968)
6. Thongor at the End of Time (1968)
7. Thongor Fights the Pirates of Tarakus (1970)
8. The Sword of Thongor, de Robert M. Price cu material de Carter (Surinam Turtle Press, 2016)

#### Conan
- Conan (1967) (cu Robert E. Howard și L. Sprague de Camp)
- Conan of the Isles (1968) (cu L. Sprague de Camp)
- Conan the Wanderer (1968) (cu Robert E. Howard și L. Sprague de Camp)
- Conan of Cimmeria (1969) (cu Robert E. Howard l L. Sprague de Camp)
- Conan the Buccaneer (1971) (cu L. Sprague de Camp)
- Conan of Aquilonia (1977) (cu L. Sprague de Camp)
- Conan the Swordsman (1978) (cu L. Sprague de Camp și Björn Nyberg)
- Conan the Liberator (1979) (cu L. Sprague de Camp)
- Conan the Barbarian (1982) (cu L. Sprague de Camp)
- Sagas of Conan (2004) (cu L. Sprague de Camp și Björn Nyberg)

#### The Chronicles of Kylix
- The Quest of Kadji (1971)
- Amalric  (nu a fost publicată complet)
  - "The Higher Heresies of Oolimar" (1973)
  - "The Curious Custom of the Turjan Seraad" (1976)
- The Wizard of Zao (1978)
- Kellory the Warlock (1984)

#### Gondwane (World's End)
- The Warrior of World's End (1974)
- The Enchantress of World's End (1975)
- The Immortal of World's End (1976)
- The Barbarian of World's End (1977)
- The Pirate of World's End (1978)
- Giant of World's End (1969)

#### Terra Magica
1. Kesrick (1982)
2. Dragonrouge (1984)
3. Mandricardo (1987)
4. Callipygia (1988)

#### Tara of the Twilight
- Tara of the Twilight (1979)
- "For the Blood is the Life" (1984)
- "The Love of the Sea" (1984)
- "Pale Shadow" (1985)

#### Oz
- The Tired Tailor of Oz (2001)
- The Merry Mountaineer of Oz (patru romane: The Awful Ogre of Ogodown, High Times on Tip Top Mountain, The Wooden Soldier of Oz, No Joy in Mudville) (2004)

#### "Colaborare postumă" cu Clark Ashton Smith
- "The Descent into the Abyss"
- "The Feaster from the Stars"
- "The Light from the Pole"
- "The Secret in the Parchment"
- "The Scroll of Morloc".
- "The Stairs in the Crypt".
- "The Utmost Abomination"
- "The Vengeance of Yig"
- "The Winfield Inheritance"
- "Zoth-Ommog"

#### Pastișe după H. P. Lovecraft
- "Acolyte of the Flame".
- " The Burrowers Beneath".
- "The City of Pillars".
- "The Descent into the Abyss"
- "The Doom of Yakthoob"
- "The Double Tower"
- "Dreams in the House of Weir"
- "In the Vale of Pnath"
- "The Offering"
- "Shaggai"
- "Something in the Moonlight"
- "The Stone from Mnar: A Fragment from the Necronomicon"
- "The Thing Under Memphis"
- "Them From Outside"
- "The Thing in the Pit"

#### Pastișe dupăLord Dunsany

##### CiclulIkranos
- "The Kings of Yu-Istam"   1949.
- "The Castle Beyond the World"   1940.
- "The Milk of Paradise"   1950.
- "King of the Golden City"   1950/51.
- "The Quest of Glorian the Troubadour" (nepublicată).
- "The Castle in the Clouds" (nepublicată).
- "Crysarion of Ith" (nepublicată).
- "The Gate of Dreams" (nepublicată).
- "The Crystal Key" (nepublicată).
- "The Gods of Neol-Shendis"   1966 (revizuită ca "The Gods of Niom Parma").
- "Shanizar of the Sea" (nepublicată).
- "Shanizar and the City of Glass" (nepublicată).
- "Aviathar and the Sword of Swords" (nepublicată).

##### CiclulSimrana
- "The Gods of Niom Parma" în  Warlocks and Warriors (1970)
- "The Whelming of Oom" în The Young Magicians (1969).
- "Zingazar" în New Worlds for Old (1971).
- "How Sargoth Lay Siege to Zaremm" în Swordsmen and Supermen (1972).
- "The Laughter of Han" în Fantasy Tales, 1982.
- "The Benevolence of Yib" în Crypt of Cthulhu, no. 51, Hallowmas 1987.
- "How Ghuth Would Have Hunted the Silth" în Crypt of Cthulhu, no. 54, 1988.
- "The Thievery of Yish" în Fantasy Tales, 1988.
- "How Doom Came Down at Last on Adrazoon" în Crypt of Cthulhu, no. 57, 1988.
- "How Shand Became King of Thieves" (schiță neterminată)
- "Dzimadazoul" (schiță neterminată)

#### Alte romane
- The Black Star (1973)
- Found Wanting (1985)
- Lost World of Time (1969)
- The Star Magicians (1966)

#### Colecții
- King Kull (1967) (Robert E. Howard)
- Beyond the Gates of Dream (Nordon Publications/Leisure Books, 1969) ISBN: 978-0-8439-0519-9
- Lost Worlds (DAW Books, 1980)
- The Xothic Legend Cycle: The Complete Mythos Fiction of Lin Carter (Chaosium, 1997)
- Lin Carter's Anton Zarnak, Supernatural Sleuth.  (Marietta Publishing, 2000)
- Lin Carter's Simrana Cycle. (Celaeno Press, 2018)

### Poezie
- Sandalwood and Jade: Poems of the Exotic and the Strange (St Petersburg, FL:Sign of the Centaur Press, 1951; 100 exemplare).
- Galleon of Dream: Poems of Fantasy and Wonder (NY: Sign of the Centaur Press, 1955; 200 exemplare)
- A Letter to Judith (New York, 1959; 500 exemplare).
- Dreams from R'lyeh (Arkham, 1975).
- "Shadow Song" în Kotan  1948, Vol. 1, No. 1. Editat de Gordon Mack, Jr.

### Jocuri Hobby
- Royal Armies of the Hyborian Age: A Wargamers' Guide to the Age of Conan (cu Scott Bizar). Fantasy Games Unlimited, 1975.[8] Illustrated by Roy Krenkel.
- Flash Gordon & the Warriors of Mongo (cu Scott Bizar). Fantasy Games Unlimited, 1977. Ilustrat de Alex Raymond.

### Non-fiction
- Tolkien: A Look Behind "The Lord of the Rings" (1969) (Ballantine)
- Lovecraft: A Look Behind the Cthulhu Mythos (1972) (Ballantine)
- Imaginary Worlds: the Art of Fantasy (1973) (Ballantine Adult Fantasy)
- Middle-earth: The World of Tolkien Illustrated (text de Carter, picturi de David Wenzel, 1977)
- "H. P. Lovecraft: The Gods" in August Derleth ed. The Shuttered Room and Other Pieces (1959) (Arkham House)

### Antolofii editate

#### Seria Ballantine Adult Fantasy
"Ballantine Adult Fantasy" a fost fondată în aprilie 1969, pe coperta The Mezentian Gate de E. R. Eddison.
- Dragons, Elves, and Heroes (1969)
- The Young Magicians (1969)
- Golden Cities, Far (1970)
- New Worlds for Old (1971)
- The Spawn of Cthulhu (1971)
- Double Phoenix (1971)
- Discoveries in Fantasy (1972)
- Great Short Novels of Adult Fantasy I (1972)
- Great Short Novels of Adult Fantasy Volume II (1972)

#### Flashing Swords!
- Flashing Swords! #1 (1973)
- Flashing Swords! #2 (1973)
- Flashing Swords! #3: Warriors and Wizards (1976)
- Flashing Swords! #4: Barbarians and Black Magicians (1977)
- Flashing Swords! #5: Demons and Daggers (1977). Dell Books, 191 ISBN: 0-440-12590-1

#### Weird Tales
- Weird Tales #1 (Zebra Books, 1981)
- Weird Tales #2 (Zebra Books, 1981)
- Weird Tales #3 (Zebra Books, 1981)
- Weird Tales #4 (Zebra Books, 1983)

#### The Year's Best Fantasy Stories
- The Year's Best Fantasy Stories (DAW Books, 1975)
- The Year's Best Fantasy Stories: 2 (DAW Books, 1976)
- The Year's Best Fantasy Stories: 3 (DAW Books, 1977)
- The Year's Best Fantasy Stories: 4 (DAW Books, 1978)
- The Year's Best Fantasy Stories: 5 (DAW Books, 1980)
- The Year's Best Fantasy Stories: 6 (DAW Books, 1980)

#### Alte antologii
- The Magic of Atlantis (1970)
- Kingdoms of Sorcery (1976)
- Realms of Wizardry (1976)